# Всегда готов (фильм, 2008)
«Всегда готов» (англ. Ready, телугу రెడీ) — индийский фильм режиссёра Срину Вайтлы на языке телугу, вышедший в прокат 19 июня 2008 года. Сюжет рассказывает о парне, который вместе со своей семьей пытается изменить семью свой возлюбленной, дабы они могли пожениться без их возражений. Главные роли исполнили Рам и Женелия де Соуза.
Фильм стал хитом проката и получил Nandi Awards как лучший развлекательный фильм. В следующие годы он был переснят на каннада как Raam, на тамильском как «Идеальный сын» и на хинди как «Всегда готов!».

## Сюжет
Фильм начинается с того, что Чанду сбегает со свадьбы со своей кузиной Сапной. Однако он всего лишь помогает ей выйти замуж за любимого. После этого семья выгоняет его из дома и отказывается даже говорить с ним. Чанду уезжает в колледж.
В день окончания его друг Гопи рассказывает, что его возлюбленную хотят выдать замуж за другого. Чанду вызывается похитить невесту со свадьбы и привезти к нему. Однако из-за ошибки они с приятелями похищают совсем другую девушку, Пуджу. Её родственники отправляются в погоню за ребятами с намерением убить их на месте. Вся их компания пытается оторваться на машине, а когда та ломается — скрывается в лесу. Пока Чанду и Пуджа бродят по лесу, отстав от остальных, между ними вспыхивают чувства.
Выяснив, что подруга, у которой Пуджа хотела остановиться, уехала в Чикаго, Чанду предлагает девушке пожить пока у него дома. Пуджа представляется его родственникам воспитанницей Ашрама и уговаривает принять Чанду назад. Родня замечает любовь между молодыми людьми и решает их поженить. Но в этот момент Пуджу находят родственники и забирают домой. Чанду отправляется за ней.
Пуджа рассказывает, что два её дяди в последние годы находятся в ссоре, и когда она приехала к ним из Америки, каждый из них захотел выдать её замуж за своего сына, чтобы получить имущество её отца. Чанду обещает, что поможет ей, и отправляет назад к дяде. Саму ему тем временем удаётся втереться в доверие и стать помощником Мурти, аудитора обеих семей. Он убеждает сначала одного, а затем другого дядю Пуджи женить своего сына на более богатой девушке, разыграв историю о том, что отца Пуджи были огромные долги и всё его имущество заложено. Отец и дядя Чанду выдают себя за богатых бизнесменов, собирающихся выдавать замуж своих дочерей, и убеждают родню Пуджи помириться друг с другом. А саму девушку решают побыстрее выдать замуж. Женихом выбирают Чанду. Однако в день свадьбы одному из кузенов Пуджи становится известно, что это Чанду похитил Пуджу с её первой свадьбы…

## В ролях
- Рам — Чанду / Данаях
- Женелия де Соуза — Пуджа
- Брахманандам[англ.] — аудитор Макдауэлл Мурти
- Таникелла Бхарани[англ.] — Рагхава, отец Чанду
- Прагати[англ.] — Раджаям, мать Чанду
- Нассер[англ.] — Рагхупати, дядя Чанду
- Вадджа Венката Гиридхар — Раджарам, дядя Чанду
- Раджита — Свараджаям, тётя Чанду
- Судха[англ.] — Лакшми, жена Рагхупати
- Сатья Кришнан[англ.] — жена Раджарама
- Чандрамохан — муж Свараджаям
- Сунил[англ.] — Джанаки, кузен Чанду
- Кота Шриниваса Рао[англ.] — Педди Найду, старший дядя Пуджи
- Джая Пракаш Редди — Читти Найду, младший дядя Пуджи
- Шафи[англ.] — Нагаппа, сын Читти Найду
- Мастер Бхарат[англ.] — младший Читти Найду, внук Читти Найду
- Сурекха Вани[англ.] — мать младшего Читти Найду
- Виная Прасад[англ.] — жена Педди Найду
- Саранья Понваннан[англ.] — жена Читти Найду
- Шриниваса Редди[англ.] — Раджу, друг Чанду
- Суман Шетти[англ.] — Рамбабу, друг Чанду
- Рави Варма[англ.] — Гугл Гопи, друг Чанду
- Навдип[англ.] — Бхаскар, возлюбленный Свапны (камео)
- Таманна Бхатия — Свапна, кузина Чанду (камео)
- М. С. Нараяна — Чинна Шастри, священник
- Дхармаварапу Субраманьям — Сантош Редди / «Счастливчик» Редди
- Амит Кумар — соперник Чанду в колледже
- Суприт Редди[англ.] — Нарасимха, человек Педди Найду
- Фиш Венкат[англ.] — человек Читти Найду
- Поллапрагада Джанардхан Рао[англ.] — учитель
- Нагендра Бабу[англ.] — Чаласани Прасад, отец Пуджи
- М. Балайя — Педда Шастри

## Производство
После боевиков Dhee и Dubai Seenu Вайтла захотел снять любовную историю, пропагандирующую семейные ценности.
Сценарист Гопимохан, с которым Вайтла работал в трёх предыдущих проектах, впервые написал сюжет для фильма.
Вайтле понравилась первая часть, но вторую он решил доработать, так как в его предыдущих фильмах она оказывалась слабой.
На главную роль Гопимохан и автор диалогов Кона Венкат прочили одного ведущих актёров Толливуда, в то время как режиссёр хотел кого-то более подходящего.
Он предложил роль Раму Потинени, с которым хотел работать со времён успеха его дебютного фильма «Девдас».
В это же время к проекту присоединился продюсер Рави Кишор.
В качестве героини была выбрана Женелия, с которой Вайтла уже работал в Dhee, а Рам хотел сняться в своих предыдущих фильмах.
Писать музыку у фильму был приглашён Деви Шри Прасад.
Название фильма Ready было объявлено в октябре 2007 года. К тому времени были завершены первые съёмки сцен рядом со станцией Araku, и съёмочная группа работала в Визаге, собираясь снимать следующие сцены в Хайдарабаде.
В общей сложности съёмки заняли 115 рабочих дней.
В марте 2008 года команда приступила к финальной стадии съёмок.
Два музыкальных номера были сняты в Швейцарии.
Постпродакшн фильма был завершён к 10 июня.

## Саундтрек
Саундтрек к фильму был выпущен 19 мая 2008 года в Хайдарабаде. 
Вся музыка написана Деви Шри Прасадом.
| №                   | Название                      | Текст песни                     | Исполнители                   | Длительность |
| ------------------- | ----------------------------- | ------------------------------- | ----------------------------- | ------------ |
| 1.                  | «Get Ready!»                  | Сиривеннела                     | Картик                        | 5:06         |
| 2.                  | «Ayyo Ayyo Ayyo Danayya!»     | Рамаджогайя Шастри, Бэнни (рэп) | Прия, Франко и Бэнни          | 4:30         |
| 3.                  | «Mere Sajnaa!»                | Рамаджогайя Шастри              | Кунал Ганджавала, Шрея Гхошал | 4:16         |
| 4.                  | «Ninne Pelladukoni Rajaipota» | Рамаджогайя Шастри              | Ранджит, Калпана              | 5:22         |
| 5.                  | «Naa Pedavulu Nuvvaithe»      | Сиривеннела                     | Сагар, Пурнима                | 3:59         |
| 6.                  | «Om Namaste Bolo»             | Рамаджогайя Шастри              | Нирадж Шридхар, Дивья         | 4:21         |
| Общая длительность: | Общая длительность:           | Общая длительность:             | Общая длительность:           | 28:04        |

## Критика
| Рейтинги      | Рейтинги |
| Издание       | Оценка |
| ------------- | --- |
| Idlebrain.com | 3,25 из 5 звёзд · 3,25 из 5 звёзд · 3,25 из 5 звёзд · 3,25 из 5 звёзд · 3,25 из 5 звёзд                                                                                           |
| Sify          | 4 из 5 звёзд · 4 из 5 звёзд · 4 из 5 звёзд · 4 из 5 звёзд · 4 из 5 звёзд |
| Fullhyd.com   | 7,0 из 10 звёзд · 7,0 из 10 звёзд · 7,0 из 10 звёзд · 7,0 из 10 звёзд · 7,0 из 10 звёзд · 7,0 из 10 звёзд · 7,0 из 10 звёзд · 7,0 из 10 звёзд · 7,0 из 10 звёзд · 7,0 из 10 звёзд |

В отзыве на Idlebrain.com первая половина фильма была названа посредственной, но лучше отредактированной, в то время как вторая — достаточно хорошей благодаря комедийным сценам с Брахманандамом.
fullhyd.com также назвал первую половину довольно простой, а вторую — более интересной, добавив, что картина, в целом, наиболее совершенный за последнее время развлекательный фильм для всей семьи.
Oneindia и IndiaGlitz отметили, что хотя фильм довольно хорош в развлекательном ключе, многие сцены нелогичны. А кульминация немного скучная.
В рецензии с сайта Sify.com было сказано, что фильм делает смотрибельным ведущая пара актёров: Рам и Женелия. В нём слишком много шаблонных моментов, которые зритель уже видел раньше, хотя режиссёру удалось создать правильную смесь вульгарности, сырой комедии и бессмысленных драк.

## Награды и номинации
| Награды и номинации | Награды и номинации            | Награды и номинации                | Награды и номинации                        | Награды и номинации | Награды и номинации  |
| Дата                | Награда                        | Категория                          | Номинант                                   | Результат           | Ссылка               |
| ------------------- | ------------------------------ | ---------------------------------- | ------------------------------------------ | ------------------- | -------------------- |
| 27 января 2009      | Sitara Film Awards             | Лучшая женская роль по мнению жюри | Женелия                                    | Победа              | [ 15 ]               |
| 27 января 2009      | Sitara Film Awards             | Лучшее исполнение комической роли  | Брахманандам (совместно с фильмом Krishna) | Победа              | [ 15 ]               |
| 27 января 2009      | Sitara Film Awards             | Лучшая режиссура (выбор публики)   | Срину Вайтла                               | Победа              | [ 15 ]               |
| 27 января 2009      | Sitara Film Awards             | Звёздная пара                      | Рам и Женелия                              | Победа              | [ 15 ]               |
| 31 июля 2009        | Filmfare Awards South (Телугу) | Лучший фильм                       |                                            | Номинация           | [ 16 ] [ 17 ] [ 18 ] |
| 31 июля 2009        | Filmfare Awards South (Телугу) | Лучшая режиссура                   | Срину Вайтла                               | Номинация           | [ 16 ] [ 17 ] [ 18 ] |
| 31 июля 2009        | Filmfare Awards South (Телугу) | Лучшая мужская роль                | Рам                                        | Номинация           | [ 16 ] [ 17 ] [ 18 ] |
| 31 июля 2009        | Filmfare Awards South (Телугу) | Лучшая мужская роль второго плана  | Брахманандам                               | Номинация           | [ 16 ] [ 17 ] [ 18 ] |
| 21 августа 2009     | Santosham Film Awards          | Лучший автор диалогов              | Кона Венкат                                | Победа              | [ 19 ]               |
| 24 октября 2009     | Nandi Awards                   | Лучший развлекательный фильм       |                                            | Победа              | [ 20 ] [ 21 ]        |
| 24 октября 2009     | Nandi Awards                   | Лучшее исполнение комической роли  | Брахманандам                               | Победа              | [ 20 ] [ 21 ]        |
| 24 октября 2009     | Nandi Awards                   | Лучшая детская роль                | Мастер Бхарат                              | Победа              | [ 20 ] [ 21 ]        |
| 26 октября 2009     | South Scope Awards             | Лучшая хореография                 | Питер Хейнс (совместно с фильмом «Мунна»)  | Победа              | [ 22 ]               |

## Ремейки
Благодаря коммерческому успеху в Индии фильм был переснят трижды:
- 2009 — Raam (англ.) на каннада режиссёра К. Мадеша с Пунитом Раджкумаром и Приямани[23].
- 2010 — «Идеальный сын»[англ.] на тамильском режиссёра Митрана Джавахара[англ.] с Дханушем и Женелией[24].
- 2011 — «Всегда готов!»[англ.] на хинди режиссёра Аниса Базми[англ.] с Салманом Ханом и Асин[25].

Все ремейки имели коммерческий успех. В первых двух ремейках, невесту, которой герой помог сбежать со свадьбы, сыграла опытная актриса. В последнем же её исполнила Зарине Хан, на счету которой в тот момент был всего один фильм.